# Готьє Клосс
Готьє Клосс (фр. Gauthier Klauss, нар. 17 грудня 1987, Епіналь, Франція) — французький веслувальник, бронзовий призер Олімпійських ігор 2016 року.

## Виступи на Олімпіадах
| Олімпіада           | Дисципліна           | Місце |
| ------------------- | -------------------- | ----- |
| Лондон 2012         | каное-двійки, слалом | 4     |
| Ріо-де-Жанейро 2016 | каное-двійки, слалом | 3     |

## Зовнішні посилання
- Готьє Клосс — олімпійська статистика на сайті Sports-Reference.com (англ.) (архівна версія)